# Осада Очакова (осень 1737)
Оса́да Оча́кова (18 (29) октября — 10 (21) ноября 1737) — эпизод русско-турецкой войны 1735—1739 годов. Турецкие войска две недели безуспешно осаждали Очаков, где оборонялся русский гарнизон. Однако на следующий год турецкие войска заняли Очаков.

## Ход осады
После захвата русскими войсками фельдмаршала Миниха летом 1737 года Очаковской крепости, турецкая сторона осуществила попытку восстановить свой контроль над ней и Днепровско-Бугским лиманом.
С начала октября турецкое командование беспокоило русский гарнизон крепости. 17 октября в лиман зашла первая группа турецких кораблей, которая некоторое время стояла на якоре на расстоянии пушечного выстрела от Кинбурна. В ночь на 20 октября сильный конный отряд турок сделал набег на редут крепости, надеясь застать гарнизон врасплох, но, получив отпор, отступил.
26 октября к крепости приблизился авангард турецкой армии, а 27-го всё турецкое войско численностью до 20 000 турок и 30 000 татар стало лагерем на расстоянии полтора пушечных выстрела от крепости.
28 октября состоялся первый штурм полевых укреплений в районе Преображенских ворот, который был отбит Смоленским полком. 29 октября турецко-татарское войско осуществило генеральный штурм Измайловских ворот, и до 30 октября захватило ретраншемент и редуты, но в крепость не прорвалось.
С 31 октября по 8 ноября турецкие войска осуществляли обстрел крепости, отдельные попытки овладеть крепостными укреплениями и захватить замок.

## Последствия
По условиям Белградского мирного договора 1739 года Очаков был возвращен Османской империи. После войны Очаков стал главной базой турецкого флота на северных берегах Чёрного моря.